# Озерка (ринок)

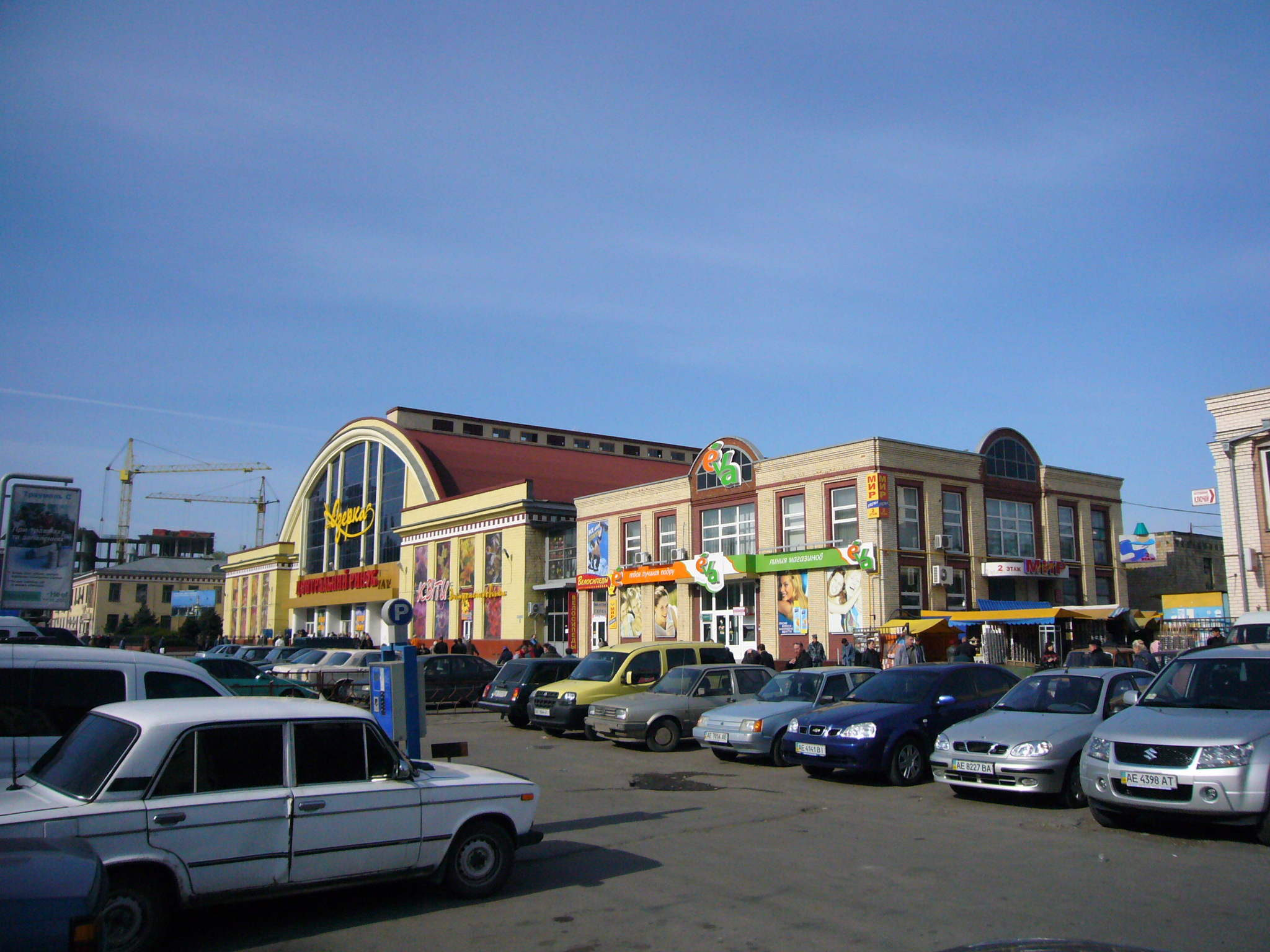
Вхід з вулиці Шмідта

48°28′20″ пн. ш. 35°01′20″ сх. д. / 48.472225° пн. ш. 35.02217222° сх. д.
Озерка — найбільший ринок Дніпра. Розташований по вулиці Бандери, 2/3 в безпосередній близькості від вокзалу в західній частині центрального району, південніше від головного проспекту міста — проспекту Дмитра Яворницького. За товарообігом на першому місці серед базарів України.[джерело?]
Свою назву веде від озерної і болотної місцини, що була заплавою річки Половиці та витоком її притоки, котра починалась біля сучасної вулиці Пастера і текла через Фабрику ліворуч від проспекту Яворницького. До розміщення тут торговища тут існувала Болотна або Озерна площа. У 1885 році міська дума дозволила декільком посполитим побудувати дерев'яні м'ясні лавки на Озерній площі. З розширенням базару вода з водойм була спущена по виритому каналу в низину в Міський сад (сучасний парк Глоби, колишній сад Лазаря Глоби), де вже існувала природна водойма. Досі під час реконструкції ринку знаходять палі, на яких будували перші будівлі через в'язкість ґрунту.
Будівля критого ринку довжиною 84 м побудована в 1964 трестом Дніпровськпромбуд. Проєкт розробив Укрдіпроторг, архітектори Г. Терентьєв, О. Козачук, інженер О. Мілейковський.
В радянський час ринок був джерелом альтернативних високоякісних продуктів харчування дніпропетровців.
В 1990-х роках ринок став головним торговим місцем міста і почав приносити надприбутки.
В 2004—2006 за право володіння ринком спалахнула справжня кримінальна війна (див., наприклад, Курочкін Максим Борисович).